# Tarphius besucheti
Tarphius besucheti là một loài bọ cánh cứng trong họ Zopheridae. Loài này được Español miêu tả khoa học năm 1961.